# Maison du Drapier

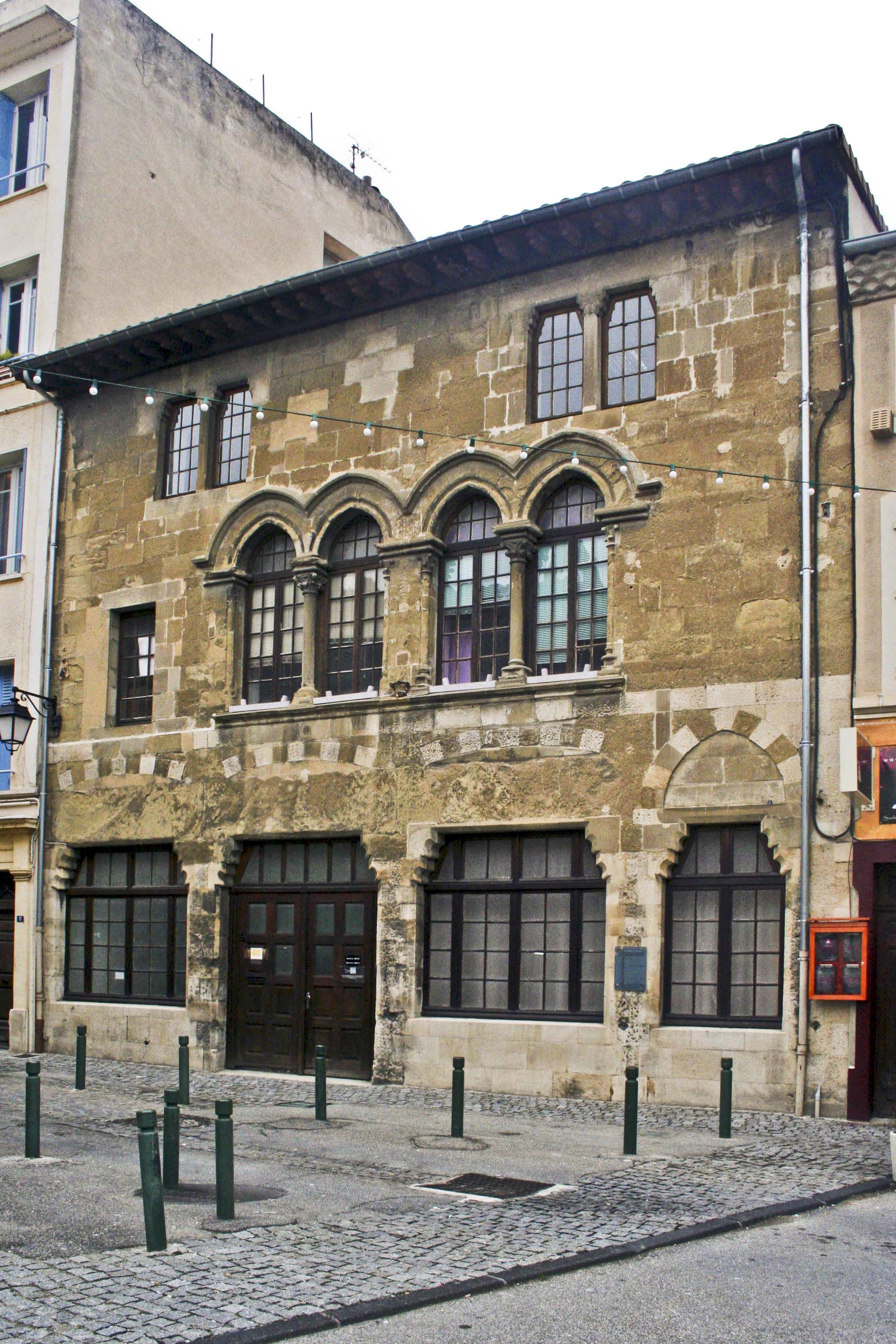
La Maison du Drapier

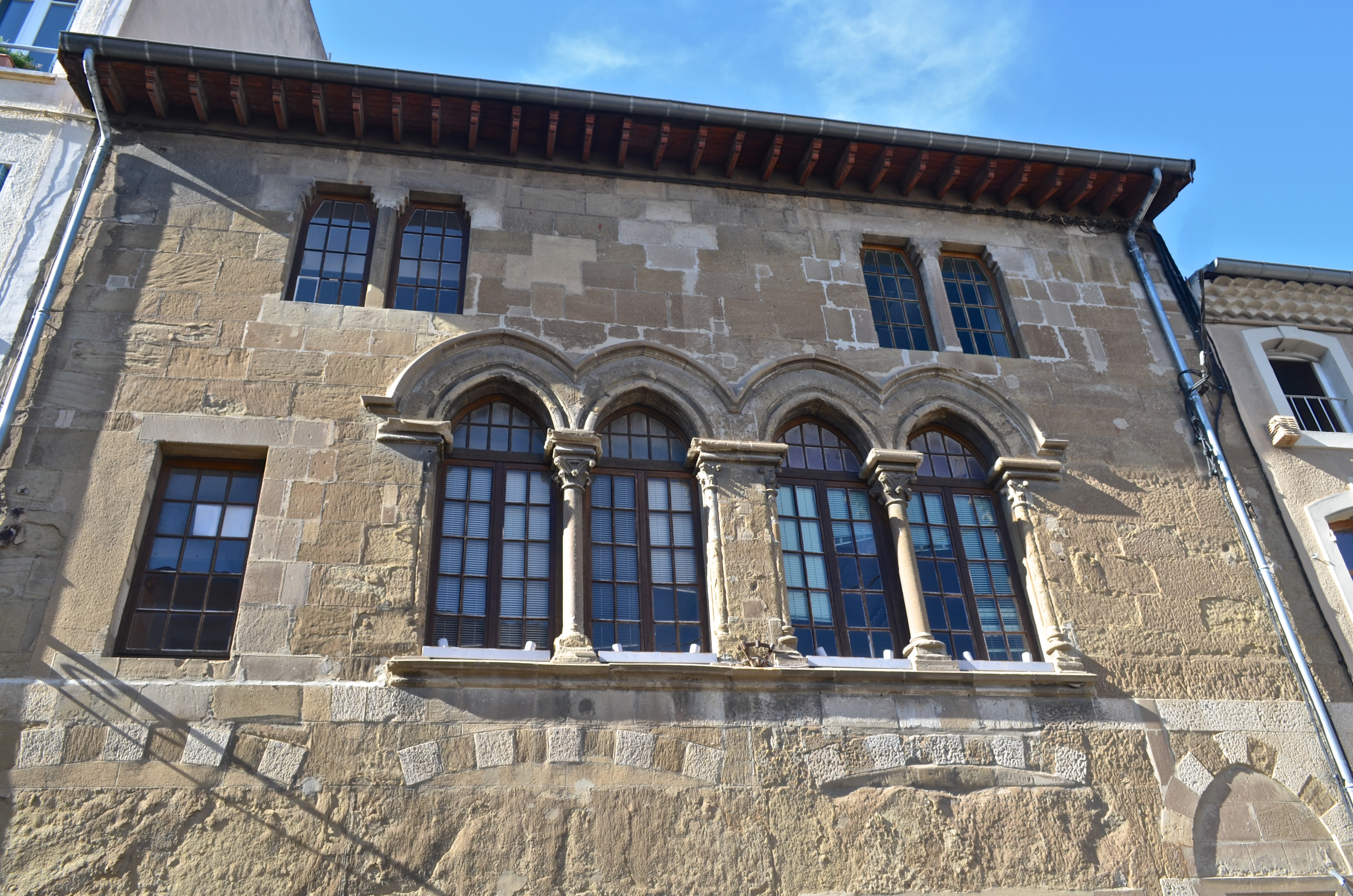
Fenêtres à l’étage

La Maison du Drapier est une maison située dans le quartier Saint-Jean à Valence (Drôme), dont la construction remonte au XIIIe siècle. 

## Historique
C’est la construction en pierre la plus ancienne de Valence. Elle se situait dans le quartier Saint-Jean, à proximité de la maison commune aujourd’hui disparue, donc au cœur de Valence. Valence avait une importante industrie textile, favorisée par la présence de nombreux petits canaux sur les bords desquels s’installaient les artisans : foulonniers, teinturiers, tanneurs. Il n’est donc pas étonnant de trouver ici la maison d’un drapier aisé, qui réunit l’espace artisanal, commercial, et le logement du maître de maison.

## Architecture
La Maison du Drapier garde un aspect médiéval malgré les restaurations du XIXe siècle. Le rez-de-chaussée était consacré à la production artisanale et au commerce, tandis que les étages abritaient le logement de l’artisan. 
De larges ouvertures à linteaux plats, surmontés d’arcs de décharge en pierres de couleurs alternées, ouvrent largement la boutique sur la rue et permettaient à l’artisan-commerçant d’installer son étal.
Le premier étage, étage noble, présente deux grandes baies géminées accolées couvertes en arcs légèrement brisés. La petite fenêtre à gauche de la façade est un ajout ultérieur. L’étage supérieur possède deux fenêtres géminées plus simples, à linteaux droits.